# HMS Director
Le HMS Director est un vaisseau de la Royal Navy de la fin du XVIIIe siècle et du début du XIXe siècle.
Un de ses commandants fut William Bligh, plus connu pour sa mésaventure avec la HMAV Bounty.

## Histoire
Le HMS Director est lancé en 1784. Ce vaisseau participa aux guerres de la Révolution et de l'Empire contre la France. Victime comme beaucoup d'autres des mutineries de la Nore en avril 1797. Il participa le 11 octobre 1797 à la bataille de Camperdown.

## Armement
Vaisseau de ligne de 500 hommes d'équipage et de 64 canons.